# سنگ‌چشم پشت‌سرخ

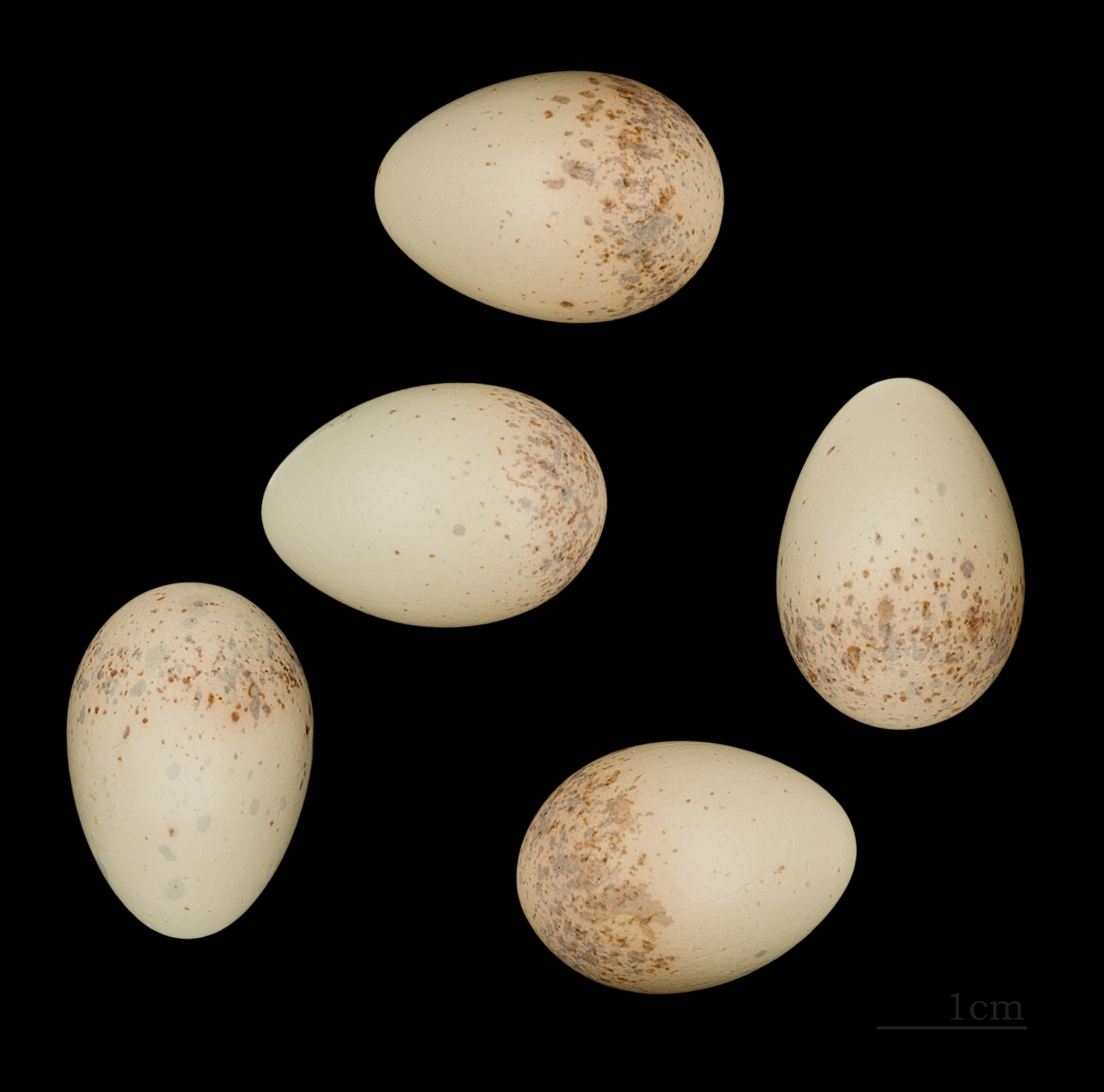
Lanius collurio

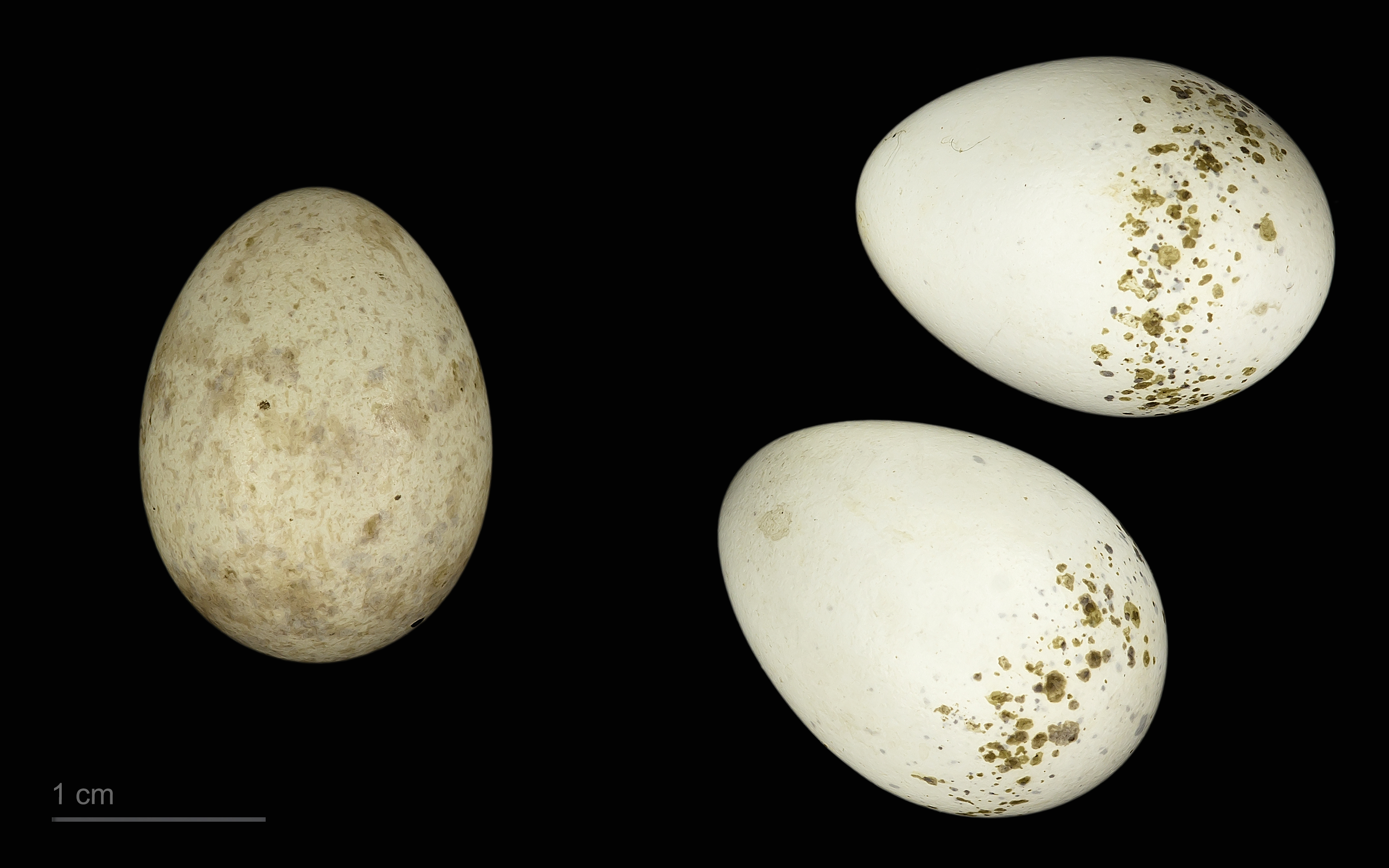
Cuculus canorus canorus + Lanius collurio

سنگ‌چشم پشت‌سرخ با نام علمی Lanius collurio، گنجشک‌سانی گوشتخوار از خانوادهٔ سنگ‌چشمیان است. این پرنده در بیشتر مناطق اروپا و غرب آسیا به تولید مثل پرداخته و زمستان‌ها را در نواحی گرمسیری آفریقا می‌گذراند. سنگ‌چشم پشت‌سرخ از جمله پرندگان مهاجر به بریتانیای کبیراست اما از آنجا که دیگر زاد و ولد این پرنده در آن کشور مشاهده نشده آن را جزء گونه‌های انقراض‌یافتهٔ بریتانیا به‌شمار آورده و در طرح «اقدام برای تنوع زیستی»، پرنده‌ای محافظت‌شده نامگذاریش کرده‌اند. درعین حال انجمن سلطنتی حفاظت پرندگان بریتانیا در سپتامبر ۲۰۱۰ اعلام نمود که یک جفت از این پرنده در مکانی مخفی در دارتمور جوجه‌آوری کرده‌اند که نخستین مورد در نوع خود از ۱۹۷۰ تا این زمان به شمار می‌رود.

## مشخصات
سنگ‌چشم پشت‌سرخ بین ۱۶ تا ۱۸ سانتی‌متر طول دارد.پرندهٔ نر دارای پرهایی سرخ‌رنگ در ناحیهٔ بالایی بدن بوده و سری خاکستری‌رنگ دارد که نوار سیاهرنگی از میان چشمانش می‌گذرد. پرهای زیرین بدن پرنده صورتی کمرنگ بوده و دم آن نقوشی سیاه و سفید دارد. پرندگان ماده و پرندگان جوان دارای پرهایی قهوه‌ای با خطوطی موجی‌شکل در قسمت بالای بدن بوده و پرهای پایین بدنشان نخودی رنگ است که آنها نیز خطوطی موجی‌شکل دارند.

## تغذیه
این پرنده گوشتخوار بوده و از حشرات درشت، پرندگان کوچک، قورباغه، جوندگان و مارمولک تغذیه می‌کند. او نیز همچون دیگر سنگ‌چشمان برای گرفتن شکار خود از ارتفاع به پایین آمده و پس از گرفتن آن، صیدهای خود را بر تیغ گیاهان یا تیزی سیم‌های خارداری که نقش گنجهٔ خوراک را برای او دارند آویزان می‌کند.

## زاد و ولد
سنگ‌چشم پشت‌سرخ در زمین‌های باز کشت‌شده‌ای که در آنها درخت زالزالک و نسترن وجود داشته باشد به تولید مثل می‌پردازد.